# ドゥームズデイ (DCコミックス)
ドゥームズデイ（英: Doomsday）は、DCコミックスの出版するアメリカン・コミックスに登場する架空のスーパーヴィラン。ダン・ユルゲンスによって創造され、1992年の"Superman: The Man of Steel #17"で初登場した。スーパーマンを殺害したことで知られる敵。

## 人物
ドゥームズデイは有史以前のクリプトン星で人工的に生み出された。クリプトン人が地球人と同じ容姿になる時期から遡ること25万年前、科学者Bertronは幼児を荒廃した環境に放置し、過酷な状況でも生き残れる術を本能的に身につけさせ、究極の生命体を作る実験を行う。
同じ遺伝子を用いて繰り返される実験の度に進化を促し、誕生する度に殺される実験は遺伝子に「憎悪」の感情も増大させていった。さらに食事や空気などを必要とせず、たとえ殺害されたとしても太陽エネルギーのみで生きる能力を得る。そうして、眼前のあらゆる生物を憎み殺傷本能を持った生命体、通称「アルティメット」が誕生した。その殺意は生みの親である科学者Bertronにも向けられ彼を殺害する。
「アルティメット」は宇宙船を奪い、長い年月をかけて様々な惑星を漂流していった。若き日のダークサイドはステッペンウルフと共にアポコリプスの兵器開発を行っていた惑星Bylan 5を訪れた際、味方のマスター・メイヘムが「アルティメット」に殺害される様子を目の当たりにし恐怖を覚える。直後に対峙するも、その当時のダークサイドの力では倒せずに撤退を余儀なくされている。
次に「アルティメット」はZharan Pelというグリーンランタンを殺害しパワーリングを奪う。リングの導きでグリーンランタンのパワーの源であるパワーバッテリーが設置された惑星オアへ辿り着き、ガーディアンズ・オブ・ザ・ユニバースと交戦する。ガーディアンズとグリーンランタン・コァは多くの犠牲者を出すものの完全に倒すことができず、「アルティメット」は宇宙空間へ再び追放される。
その後、惑星Calatonへ漂着し「アルティメット」は殺戮と破壊を繰り返していく。首都以外のほぼすべてを破壊されたCalaton人は最後の手段としてThe Radiantの力を使ってついに倒す。活動を停止した「アルティメット」の体は拘束具で固定され重厚な棺へ入れられると再び宇宙空間へ放棄される。こうして長い年月をかけて破壊と進化を繰り返しながら宇宙空間を漂い、地球へ漂着した。

## 歴史

### デス・オブ・スーパーマン
地球へ衝突し地中深くに埋まっていた「アルティメット」は、左腕のみで棺を殴り続け破壊し脱出する。拘束具を身につけたままアメリカ合衆国中西部から都市部へと移動し、殺戮と破壊を繰り返す。マキシマやブースターゴールドら数名のヒーローたちが遭遇し戦うものの全く歯が立たず、その驚異的な強さからブースターゴールドは「審判の日が訪れた」と感じドゥームズデイと名付ける。スーパーマンも加勢するが、攻撃は拘束具を破壊するばかりで逆にドゥームズデイに自由を与えてしまう。戦いの末にスーパーマンとドゥームズデイは同時に死亡する。ドゥームズデイの体はプロジェクト・カドモスに回収された後、サイボーグスーパーマンによって小惑星に括り付けられ、再び宇宙空間へ放棄された。

### ハンター/プレイ
ドゥームズデイを括り付けた小惑星はワームホールを通り、地球よりはるか遠く離れた場所へと漂流していった。あるスカベンジャー船に小惑星が回収された時、ドゥームズデイは既に意識を取り戻し、船内へ侵入すると船員を殺害していき、惑星アポコリプスへと辿り着く。スーパーマンはダークサイドの使用人であるデサードから救援要請を受け、ブームチューブを使ってアポコリプスへ駆けつけると、そこには激闘の末に瀕死となっていたダークサイドがいた。国民自ら絶対君主制を望むアポコリプスのことを考え、スーパーマンはマザーボックスでダークサイドを治癒させ共闘する。最終的にマザーボックスとウェーブライダーの能力でドゥームズデイはエントロピーの空間へ閉じ込められる。

### ドゥームズデイ・ウォー
ドゥームズデイの体は、その不滅の遺伝子に興味を持ったブレイニアックによって回収される。ブレイニアックは実験を成功させ、自身の精神とドゥームズデイの体が融合した生命体となる。しかし、ドゥームズデイの脳と体をそのまま使っていたため、ドゥームズデイの精神も残存しブレイニアックの精神を排除しようとしていた。ブレイニアックはドゥームズデイの遺伝子のみと地球人の脳と体を組み合わせた新たなクローンを作り入れ替えるため、再び地球へ向かいピート・ロスとラナ・ラングの赤ん坊を盗み出す。スーパーマンはサイキック・ブロッカーを使ってブレイニアックの精神とドゥームズデイの体を分離させ、ドゥームズデイはテレポート装置を経由して、月面の停滞フィールド装置に閉じ込められる。

## 書誌情報
| タイトル                     | 収録内容 | 刊行日     | ISBN           |
| ---------------------------- | --- | ---------- | -------------- |
| Superman/Doomsday Omnibus    | Adventures of Superman #594, Doomsday Annual #1, Superman vol.2 #175, Superman: The Doomsday Wars #1-3, Superman/Doomsday: Hunter/Prey #1-3 | 2006年6月  | 978-1401211073 |
| Superman: Return of Doomsday | Steel #1, Outsiders #37, Justice League of America #55, Superman/Batman Annual #5, Superboy #6                                              | 2011年11月 | 978-1401232535 |
| Superman: Reign Of Doomsday  | Action Comics #900-904 | 2013年3月  | 978-1401236885 |
| Superman: Doomsday           | Doomsday Annual #1, Superman: The Doomsday Wars #1-3, Superman/Doomsday: Hunter/Prey #1-3                                                   | 2016年4月  | 978-1401266660 |

## その他のメディア作品

### 映画
『バットマン vs スーパーマン ジャスティスの誕生』 (2016年)
演 - ロビン・アトキン・ダウンズ
レックス・ルーサーがメトロポリスに墜落した宇宙船を調査を経て再起動させることに成功し、スーパーマンを倒すためにジェネシス・チェンバーにゾッド将軍の遺体と自身の血を混ぜ、不完全なクリプトン人としてドゥームズデイを誕生させた。このドゥームズデイは怪力、飛行能力、強化されたヒートビジョン、スーパーフレア、攻撃を受ける度に驚異的な速さで適応し進化する能力を持つ。ワンダーウーマンとバットマンの助けを受けたスーパーマンがクリプトナイトの槍を使い止めを刺すが、同時にドゥームズデイも鋭利化した骨でスーパーマンの胸を刺し、相打ちとなって死亡する。結果としてゾッド将軍がジョー゠エルを刺した時と同じ状況になり、親子2人を殺害する形となった。

### ドラマ
『ヤング・スーパーマン』 (2001年-2011年)
演 - サム・ウィットワー/ダリオ・デラシオ
シーズン8に登場。当初はデイビス・ブルームという人間の姿だったが、後にクリプトン星に生息していた生物の遺伝子から作られ、クラーク・ケントを殺害するための人造兵器であることが明らかになる。クロエ・サリバンがブラッククリプトナイトで人格の分離に成功させる。しかし後にドゥームズデイの意識が再び発症、クラークと激闘の末に倒される。
『KRYPTON/クリプトン』 (2018年)
クリプトン星の歴史を描いたテレビドラマ。シーズン1の第6話「シビル・ウォー」第10話「ファントムゾーン」で登場。
『スーパーマン&ロイス』 (2024年)
スーパーマン&ロイスとその息子たちの葛藤を描いたテレビドラマ。ラストシーズンでラスボスとして登場。

### アニメ
『スーパーマン:ドゥームズデイ』 (2007年)
声 - 無し
『ジャスティス・リーグ 』 (2001年-2006年)
声 - マイケル・ジェイ・ホワイト
『スーパーマン/バットマン:アポカリプス』 (2010年)
声 - 無し
『デス・オブ・スーパーマン』 (2018年)
声 - 無し

### ゲーム
『インジャスティス:神々の激突』 (2013年)
声 - カリー・ペイトン
「Injustice: Gods Among Us - Doomsday Trailer」 - YouTube
『レゴ®DCスーパーヴィランズ』 (2018年)
声 - フレッド・タタショア